# James Bowman
James Thomas Bowman (ur. 6 listopada 1941 w Oksfordzie, zm. 27 marca 2023 w Redhill) – brytyjski śpiewak, kontratenor.

## Życiorys
Jako dziecko był chórzystą w katedrze w Ely. Początkowo studiował historię w New College na Uniwersytecie Oksfordzkim, w 1967 roku uzyskując stopień Master of Arts. Jednocześnie uczył się śpiewu u F.E. de Rentza i Lucie Manen. Zadebiutował w 1967 roku w Aldeburghu z English Opera Group jako Oberon w Śnie nocy letniej Benjamina Brittena. Współpracował z zespołem Davida Munrowa Early Music Consort of London, doskonaląc się w wykonawstwie muzyki dawnej. W 1970 roku wystąpił w roli Endymiona w operze Francesco Cavallego La Calisto na festiwalu operowym w Glyndebourne. Na deskach Covent Garden Theatre w Londynie wystąpił w prapremierowych przedstawieniach oper Taverner Petera Maxwella Daviesa (1972, w roli Księdza) i The Ice Break Michaela Tippetta (1977, w roli Astrona). Benjamin Britten specjalnie dla niego napisał swój utwór Canticle IV oraz rolę Apolla w operze Death in Venice.
Wraz z Alfredem Dellerem i Paulem Esswoodem przyczynił się do rewitalizacji śpiewu kontratenorowego, będąc prekursorem współczesnej jego praktyki wykonawczej. Reprezentował klasyczny rodzaj techniki tego śpiewu, posługując się zgodnie z angielską tradycją wyłącznie rejestrem falsetowym. Współpracował z Handel Opera Society przy realizacji przedstawień operowych. Występował w wielu operach barokowych, m.in. Monteverdiego, Cavallego, Vivaldiego i Rameau. Ceniony był też jako wykonawca pieśni na głos i lutnię z okresu elżbietańskiego. Dokonał nagrań płytowych we współpracy z Raymondem Leppardem, Jeanem-Claude’em Malgoire’em i Christopherem Hogwoodem.
Komandor Orderu Imperium Brytyjskiego (1997).